# 케빈 매키드
케빈 매키드(Kevin McKidd, 1973년 8월 9일 ~ )는 영국 스코틀랜드의 배우이다.

## 출연 작품
- 튤립 피버 - 요한 드 바이 역

그레이 아나토미 - 오웬 헌트 역